# مجزرة زفورنيك
مجزرة زفورنيك هي أعمال قتل جماعي وعنف ضد البوشناق وغيرهم من المدنيين غير الصرب في زفورنيك من قبل القوات شبه العسكرية الصربية (أركانوفتشي ووحدات الدفاع الإقليمي والنسور البيضاء وجماعة الدبابير الصفراء) في بداية حرب البوسنة في 1992م. كان ذلك جزءا من حملة أوسع للتطهير العرقي في حرب البوسنة فحسب أحد التقديرات فإن 40,000 من البوشناق طردوا من منطقة زفورنيك.
كانت زفورنيك المدينة الثانية في البوسنة والهرسك التي استولت عليها القوات الصربية بالقوة خلال الحرب البوسنية. فقد قتل أو فقد ما مجموعه 3,936 شخص في بلدية زفورنيك في الفترة ما بين 1992 و1995م (من بينهم 2,017 كانوا من البوشناق المدنيين) وفقاً لمركز البحوث والتوثيق في سراييفو. أقامت الامم المتحدة المحكمة الجنائية الدولية ليوغوسلافيا السابقة (ICTY) وأدين خمسة من المسؤولين الصرب ثبتت إدانتهم بالاضطهاد والنقل القسري و/أو الترحيل والقتل والاحتجاز غير القانوني والتعذيب (جرائم ضد الإنسانية) والتدمير الوحشي ونهب الممتلكات (انتهاك قانون الحرب).

## الخلفية
وفقا لبيانات التعداد السكاني للبوسنة والهرسك عام 1991 فقد كان عدد سكان منطقة زفورنيك 81,111 نسمة منهم 48,208 (59.4%) من البوشناق و30,839 (38%) من الصرب. ومن غير السكان كان في مدينة زفورنيك ما مجموعه 14,600 من الناس منهم 8,942 (61.0%) نسمة كانوا من البوشناق، و4,281 (29.2%) من الصرب، و74 (0.5%) من الكروات، و1,363 (9.3%) أقليات أخرى.
كبلدة حدودية تقع على نهر درينا فقد كانت زفورنيك ذات أهمية إستراتيجية كبيرة. وهذا أمر مهم لأن البوسنة والهرسك وصربيا ترتبطان في تلك المنطقة ليس فقط من خلال الجسر الذي يربط بين المنطقة الحضرية لزفورنيك ومنطقة كاراكاي الصناعية، وجسر آخر في زفورنيك نفسها، ولكن أيضا عبر جسر للسكك الحديدية بين كاراكاي وبلدة شيلوبيك. وهو يمثل حلقة مهمة على طول خط بلغراد-سراييفو، وكذلك بلغراد-توزدلا.
رسميا لا توجد حامية للجيش الشعبي اليوغوسلافي في زفورنيك. منطقة زفورنيك نفسها كانت تحت سيطرة الفيلق السابع عشر توزلا. حتى خريف عام 1991 تألف الفيلق السابع عشر من 3 ألوية وفرقة واحدة، وكانت جزءًا من المنطقة العسكرية الأولى في بلغراد. بعد إعادة تنظيم الجيش الشعبي اليوغوسلافي في ربيع عام 1992 سقطت رسميا تحت القيادة العسكرية الثانية في سراييفو، ولكن على الأرجح استمرت بقيادة المنطقة العسكرية الأولى في بلغراد.
بحلول 1991-1992 تمركزت وحدات دبابات أولية (على ما يبدو من حامية ياستربارسكو المهجورة في كرواتيا) بالقرب من زفورنيك. وبحلول فبراير أو مارس 1992 (في وقت إجراء الاستفتاء على الاستقلال)، تمركزت وحدات إضافية من وحدات الدبابات التابعة للجيش الشعبي اليوغسلافي السابق والمدافع والمدافع المضادة للطائرات في منطقة زفورنيك. في البداية، كانت الدبابات تحمل شارات JNA. ولكن تم استبدالها بالعلم الصربي وشعار الأسلحة. على الجانب الصربي من ضفة نهر درينا، يمكن تحديد مواقع مختلفة للدبابات كذلك. تم وضع قوات إضافية، بما في ذلك المدفعية والأسلحة المضادة للطائرات، والدبابات.

## الهجوم على زفورنيك

### مقدمة

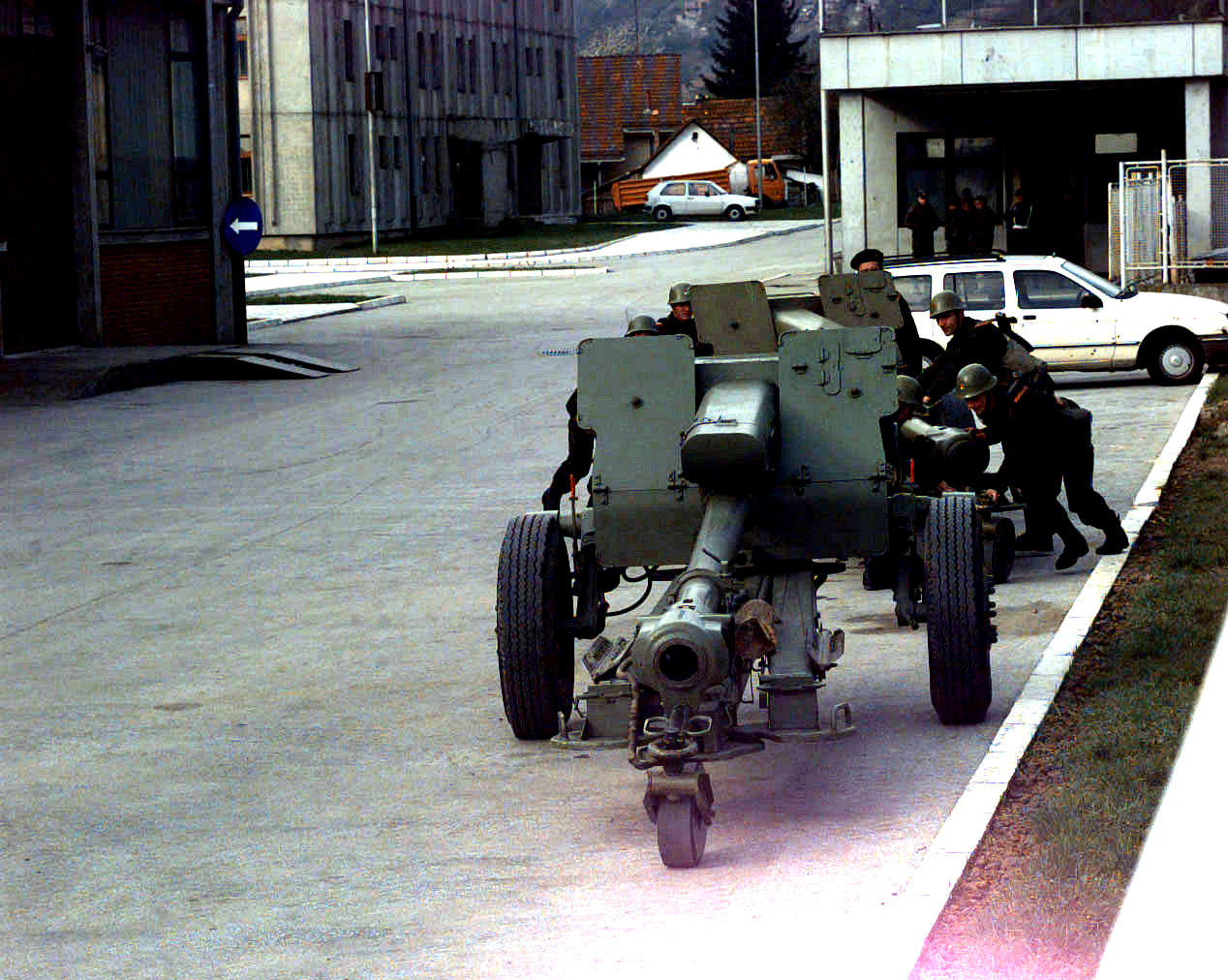
جيش جمهورية صرب البوسنة (VRS) من اللواء 503 في مقر القيادة، يعرض اثنين من مدافع الهاوتزر من طراز D-30 من عيار 122 ملم في موقع لتخزين الأسلحة في زفورنيك في البوسنة والهرسك خلال عملية تفتيش.

بدأ الهجوم على زفورنيك في 8 أبريل 1992 فقط بعد أيام قليلة من استيلاء الصرب على بييلينا. وحسب روايات الشهود، فقد شارك الجنود السابقون في الجيش الشعبي اليوغوسلافي من الحاميات التالية أثناء الهجوم:
1. حامية توزلا: كانت بعض الدبابات المستخدمة في زفورنيك جزءاً من الوحدات التي نُقلت من ياستربارسكو (كرواتيا) إلى توزلا.
2. حامية بييلينا: كانت وحدات المشاة التابعة للجيش الوطني السابقة وحدات احتياطية في قاعدة التعبئة، بييليينا.

وكانت الطائرات والمروحيات التي شاركت في الهجوم من توزلا. وقبل الهجوم كانت وحدات من نوفي ساد وشاباتس وسريمسكا ميتروفيتسا وفاليفو (صربيا) تتمركز جزئيا على طول الجانب الصربي من ضفة نهر درينا، وجزئيا على الجانب البوسني. كما شارك في الهجوم على زفورنيك قوات من أراضي صربيا. وهي مجهزة بالمدافع الرشاشة (52ملم، 65ملم، 66ملم، 72ملم); وقنابل يدوية وأسلحة كلاشينكوف; مدعومة بطائرات وميج 29؛ ومروحيات (MT 6 أو MT 8 وغيرها). ولم تكن حدات المشاة تتألف فقط من «الأعضاء المنتظمين» للجيش الوطني السابق وقوات الاحتياط المعبأة، ولكن أيضا من «المتطوعين».

### الهجوم
وقع الهجوم العسكري على زفورنيك في 8 أبريل 1992. وفي وقت لاحق، كانت هناك عمليات عسكرية متفرقة مع وحدات تابعة للجيش الشعبي اليوغسلافي السابق تتعاون مع الوحدات شبه العسكرية. وركزت هذه العمليات بشكل رئيسي على قلعة كولاجراد التي تعود إلى القرون الوسطى، جنوب غربي زفورنيك، حيث كان هناك ما يقرب من العشرات من مقاتلي المقاومة، ومع ذلك في 26 أبريل، تم غزو هذه القلعة في هجوم منسق من قبل قوات الجيش الشعبي اليوغسلافي، بدعم جوي، مع الوحدات شبه العسكرية. وبعد سقوط كولاجراد، تعرضت بلدة ديفيتش، التي تقع جنوب زفورنيك للهجوم. وكانت ديفيتش تكاد تكون مأهولة بشكل حصري من البوشناق وكان فيها محطة للطاقة الكهرومائية. وتم شن الهجوم على البلدة من الجانب الصربي ومن الأراضي البوسنية، باستخدام الدبابات والمدفعية ووحدات المشاة بقذائف الهاون. وحدات الجيش اليوغسلافي والوحدات شبه العسكرية تعاونت. كان أركانوفتشي يشغل مناصب في الخطوط الأمامية، وتمكن من احتلال المدينة. غادرت القوات الأساسية المدينة بعد الهجوم الناجح لإعداد غارة على المدينة التالية براتوناتس.
وقد بدأ الهجوم صباح يوم 8 أبريل بنيران مدافع الهاون على منطقتي بوكوفيك وموزيزي، وكذلك على المواقع الدفاعية التي يسيطر عليها البوشناق في ديبلو بردو هيل. جاء من مواقع المدفعية في كاراكاي، من الجانب البوسني قبل ميتيريزه، ومن الجانب الصربي من نهر درينا (مالي زفورنيك). أطلقت النار الأولى في ضاحية ميتيريزه. تم تنفيذ هذا الهجوم بشكل رئيسي بواسطة المعدات الثقيلة (المدفعية والدبابات) للجيش الشعبي اليوغسلافي. هناك أيضا تقارير عن القناصة من أركانوفتشي يطلقون النار من مالي زفورنيك على ضفة النهر المقابل، والقناصين الذين يستهدفون السكان من مواقع في مباني شاهقة في زفورنيك نفسها. غير أن الموقف البوسني على ديبلو بردو هيل سقط في نفس اليوم وبدأ احتلال المدينة.
خلال الليل كان هناك قصف عنيف على المدينة. ولم يبدأ الاستيلاء على المدينة حتى اليوم التالي، أي 9 أبريل. في الصباح كانت هناك مفاوضات مع زيلكو رازناتوفيتش والتي انتهت بإنذار نهائي لتسليم الأسلحة والمدينة بحلول الساعة 8:00 صباحا. وفي الساعة 8:00 صباحا، بدأت نيران المدفعية مرة أخرى، أعقبها هجوم المشاة على المدينة. كان لأركانوفيتشي[بحاجة لمصدر]، دور رائد في الاستيلاء على المدينة انطلاقا من الشمال عبر حي بوكوفيك وميتيريزه متوجها إلى وسط المدينة. بالإضافة إلى وحدات المشاة من الجيش الشعبي اليوغوسلافي في التعاون مع الصرب المتطوعين شارك في الاستيلاء على المدينة. اقتربوا من المدينة من الغرب، في الموجة الثانية. وذكر أنه في اليوم الأول وكذلك خلال الأسابيع اللاحقة، كانت هناك عمليات الإعدام عشوائية وعمليات اغتصاب ومجازر. وقد شاركت في هذا الهجوم وحدات من (سيسيليوفسي وبيلي أورلوفي) وما يسمى «بالدفاع الإقليمي». وفي اليوم العاشر والحادي عشر من أبريل سقطت زفورنيك. غير أن قلعة كولاجراد شمال زفورنيك وبلدة ديفيتش على حدود زفورنيك إلى الجنوب لم تُحتل بعد.
في 9 أبريل، بدأت الهجمات المدفعية على كولاغراد عندما كانت الوحدات المهاجمة تتوقع مقاومة كبرى للبوسنيين. وحتى قبل الهجوم، ذكرت وسائل الإعلام الصربية أن «عدة آلاف من المتطرفين البوسنيين» كانوا يختبئون في كولاجراد. في الواقع، ربما لم يكن هناك أكثر من بضع عشرات من البوسنيين المسلحين تحت قيادة ضابط سابق في الجيش الشعبي اليوغسلافي قام بتنظيم حركة مقاومة عفوية بمعدات خفيفة (أسلحة صغيرة). من 11 أبريل فصاعدًا، كانت هناك محاولات شبه يومية من قبل مجموعات قتالية صغيرة من وحدات شبه عسكرية مختلفة للستيلاء على القلعة. غير أن هذه المحاولات باءت بالفشل، على الرغم من حقيقة أن كولاجراد كانت تتعرض باستمرار لإطلاق النار من قذائف المورتر والمدافع المضادة للطائرات والدبابات. قد يرجع سبب هذا الفشل إلى الافتقار الواضح لتنسيق الهجمات، فضلاً عن أوجه القصور في تدريب وحدات المشاة المعنية. وفي النهاية تم الاستيلاء على هذه المستوطنات بحلول مايو.

## بعد الاحتلال
في حوالي 10 أو 11 أبريل، بث راديو زفورنيك «أمرا خاصا بإعادة متطلبات العمل العامة»، إلى جانب تمديد الموعد النهائي. ولكن لم يتم اتباع هذا النداء، حيث كان لا يزال هناك العديد من القوات شبه العسكرية في المدينة الذين كانوا مستمرين بنهب وترويع السكان المحليين. لذلك تم بث النداء مرة أخرى بعد بضعة أيام (حوالي 15 أو 16 أبريل). ومع ذلك، كانت الاستجابة الكلية لهذه النداءات ضعيفة إلى حد ما. وكانت حجج أولئك الذين رفضوا النداء للعودة إلى مكان العمل أن الغرض الحقيقي لهذا النداء، والآخرين الذين تبعوا ذلك، كان مراقبة السكان البوشناق الذكور.
وفور احتلال المدينة، فرض حظر تجول ليلي استمر سريعاً حتى اكتمل «التطهير العرقي». وخلال اليوم، لم يُسمح للرجال بالتحرك إلا بتصريح صادر عن الشرطة الصربية في زفورنيك. تم ترحيل العديد من الرجال الذين ذهبوا إلى كاراكاي (أو لاحقا إلى مكتب الشرطة في زفورنيك) من أجل التقدم بطلب للحصول على «تصريح» فجأة إلى واحد من المخيمات في منطقة كاراكاي الصناعية. وأثناء تواجدهم في المخيم تعرضوا للتعذيب الشديد والقتل، ولا سيما من قبل أفراد القوات شبه العسكرية التي كانت مقارهم في جزء من المباني نفسها التي تم فيها احتجاز السجناء. ولذلك لم يجرؤ العديد من الرجال على استلام تصاريحهم بأنفسهم، بل ظلوا مختبئين في المنازل. ومع ذلك، حتى الأشخاص الذين يمرون بالمنطقة لم يكونوا في مأمن من الاعتداءات العشوائية من قبل الوحدات شبه العسكرية العديدة في المدينة. وأفاد بعض الشهود أنه فور مغادرة مخفر الشرطة، تم نقلهم أو تمزيقهم بواسطة أعضاء في مجموعة شبه عسكرية. تم مهاجمة بعضهم وتهجيرهم إلى مخيمات.
منذ بداية الاحتلال تم منع البوشناق من العمل باستثناء الأشخاص الذين يعتبرون لا غنى عنهم (على سبيل المثال، موظفي المستشفيات، الذين لم يتم إطلاق سراحهم حتى نهاية مايو). كانت الحياة اليومية تهيمن عليها حقيقة أن القوات شبه العسكرية المغيرة التي لم تكن خاضعة لسيطرة أي سلطة أرهبت سكان زفورنيك البوسنيين.

### طرد وترحيل منظم
بعد طرد السكان البوشناق بواسطة الإرهاب، كانت الخطوة التالية هي إعداد الطرد الكلي للسكان مع دعم الإجراءات الإدارية. كانت الخطوة الأولى هي النداء بالعودة. إن تسجيل الممتلكات التي كانت إلزامية لجميع السكان، بما في ذلك السكان الصرب، خدم القوات الصربية قبل كل شيء بتسجيل الذكور البوشناق. ولهذا السبب، فإن الرجال هم وحدهم المؤهلون للتسجيل، الذي يتعين إكماله من قبل البلدية الصربية أو الميليشيا الصربية، حتى إذا كان العقار مسجلاً في الأصل باسم الزوجة. أدت هذه التسجيلات إلى الاعتقالات والترحيل إلى المخيمات على ما يبدو على أساس قوائم محددة سلفًا.
تم إنشاء «وكالة لتبادل المنازل»، كان السكان البوسنيون ينقلون منازلهم. وفي المقابل كان البوشناق قد وعدوا بمنازل مملوكة لصرب البوسنة (على سبيل المثال في منطقة توزلا) الذين كان من المفترض أنهم عينوا منازلهم أيضا للوكالة. ولجعل هذا العرض الظاهر لتبادل المنازل أكثر جاذبية نقلت المحطات الإذاعية الصربية برامج إذاعية فيما يتعلق بالنجاح في تبادل المنازل من قبل السكان البارزين في البوسنة. وفي العديد من الحالات تبين أن هذه التبادلات تزوير أو تجري تحت الإكراه.
لم تكن المغادرة من البلدة ممكنة إلا بشرط تخلي الممتلكات ونقلها إلى مقاطعة زفورنيك الصربية. وقد نُفذت عمليات النقل هذه بالتعاون مع الشرطة والوحدات شبه العسكرية، ولا سيما مع دراغانوفتشي. المستندات التي كان يجب إظهارها عند مغادرة المدينة شملت:
- بطاقة الهوية الشخصية حيث تم إدخال تاريخ إشعار تغيير العنوان من قبل السلطة.
- تصريح يسمح لحامله بحرية الحركة على أراضي مقاطعة زفورنيك الصربية والوصول إلى أراضي جمهورية يوغوسلافيا الاتحادية.
- مصادقة على تغيير العنوان.

## الإجراءات القانونية

### المحكمة الجنائية الدولية ليوغوسلافيا السابقة
أنشئت الامم المتحدة المحكمة الجنائية الدولية ليوغوسلافيا السابقة (ICTY) وأصدرت عدة لوائح اتهام في جرائم ارتكبت بعد الاستيلاء على زفورنيك. ووجدت في أحكامها أن المسؤولين الصرب مذنبين بتهمة الاضطهاد والنقل القسري و/أو الترحيل والقتل والاحتجاز والتعذيب (كجرائم ضد الإنسانية) والتدمير الوحشي ونهب الممتلكات (كانتهاك لقانون الحرب):
- رادوفان كاراديتش، الرئيس السابق لجمهورية صرب البوسنة، حكم عليه بالسجن 40 عاما في السجن.[8]
- ميتشو ستانيسيتش وزير الشؤون الداخلية في البوسنة والهرسك، حكم عليه بالسجن لمدة 22 عاما.[9]
- ستويان زوبليانين رئيس الأمن الإقليمي ومركز الخدمات في بانيا لوكا؛ عضو في إقليم كرايينا المتمتعة بالحكم الذاتي، حكم عليه بالسجن لمدة 22 عاما.[9]
- مومتشيلو كرايشنيك، حكم عليه بالسجن لمدة 20 عاما.[10]
- بيليانا بلافشيتش، حكم عليه بالسجن لمدة 11 عاما.[11]
- فويسلاف شيشيلي كانت متهمة، [12] ولكن تمت تبرئتها.

ووجدت المحكمة الجنائية الدولية ليوغسلافيا أن ما لا يقل عن 491 شخصاً قد قُتلوا في زفورنيك في عام 1992: 85 شخصاً في 30 مايو 1992 في مدرسة درينغايا؛ و352 شخصا في يونيو 1992 في جيرو سلاوتر هاوس ومدرسة كاراكاي التقنية؛ و20 شخصا في يونيو 1992 في مدرسة كاراكاي التقنية؛ و34 رجلاً في قتلوا في شيلوبيك دوم في يونيو 1992. كما خلصت إلى:
| " | وجدت الدائرة أن بلديات بانيا لوكا، وبيليينا، وبليشا، وبوسانسكي شاماتش، وبريكو، ودوبوج، ودونيي فاكوف، وغاكو، وإيلياش، وكلاجوش، وكوتور فاروش، وبالي، وبرييدور، وسانسكي موست، وتسيليتش، وفلاسينيتشا، وفيسيغراد، وفوغوشتشا، وزفورنيك كانت قد احتلت بين أبريل ويونيو عام 1992 وفقا لتعليمات "أ" و "ب" من خلال العمل المشترك للقوات الصربية RSMUP والقوات الصربية الأخرى، وأحيانا عن طريق احتلال عدائي مسبق للخصائص الرئيسية في البلدة من قبل قوات الشرطة. ما أعقب ذلك هو النزوح الجماعي للمسلمين والكروات وغيرهم من غير الصرب من منازلهم ومجتمعاتهم وقراهم وبلداتهم، إما بسبب العنف، مما أدى إلى احتجاز غير قانوني في مراكز الشرطة المحلية ومعسكرات ومراكز ارتجالية تم إنشاؤها خارج المدارس المحلية، أو قاعات سينما أو "قباب" ثقافية أو مصانع أو بفرض ظروف قاسية وغير قابلة للامتصاص وقوانين تمييزية من جانب القوات الصربية، بما في ذلك أعضاء في الحركة الجمهورية الصربية، مما أدى إلى مغادرة غير الصرب بشكل غير إرادي. | " |

### المحاكم الإقليمية
تمت إدانة فوجين فوشوفيتش، قائد الدبابير الصفراء وشقيقه دوشكو، في عام 1996 لقتل 17 مدنيا في شيلوبيك إحدى ضواحي زفورنيك، في عام 1992.
في 28 نوفمبر 2005 بدأت دائرة جرائم الحرب في بلغراد محاكمة مجموعة من زفورنيك (برانكو غروخيت، برانكو بوبوفيتش، إرافان سلوفكوفيتش، إيفان كورفيس وفيوبيبوفيتش، دراغتين كوجيتيفيتش ودوسكو فوشوفيتش) كانوا متهمين بقتل ما لا يقل عن 22 مدنيا وترحيل 1822 من البوشناق.
في 4 يناير عام 2010 اعتقل داركو يانكوفيتش بتهمة قتل ما لا يقل عن 19 من البوشناق في شيلوبيك.
في يونيو 2010، محكمة بلغراد حكمت بالسجن على ثلاثة أشخاص بتهمة ارتكاب جرائم حرب في زفورنيك. دراغان سلافكوفيتش حكم عليه بالسجن لمدة 12 عاما، إيفان كوراتس 9 سنوات وسينيشا فيليبوفيتش ثلاث سنوات في السجن. المشتبه به الرابع دراغوتين دراغيشيفيتش أطلق سراحه وتمت تبرئته من جميع التهم. المتهمون الثلاثة قد عذبوا وقتلوا ما لا يقل عن 19 شخصا من أصل 162 من المدنيين البوشناق الذين ألقي القبض عليهم بصورة غير قانونية في شيلوبيك.

## آثار المجزرة
هدم الصرب العديد من المساجد واستولوا على الكثير من منازل المدنيين وتناقص عدد البوشناق بصورة ملحوظة حيث كانوا يشكلون أكثر من 56 بالمئة من عدد السكان في عام 1991م ثم انخفضت نسبتهم إلى أقل من 34 بالمئة في عام 2013م، بينما كان عدد الصرب في ازدياد مستمر حتى وصل إلى أكثر من 65 بالمئة من عدد السكان في عام 2013م بعد أن كان 40 بالمئة في عام 1991م:
| المجموعة العرقية  | تعداد 1991 | %       | تعداد 2013 | %       |
| ----------------- | ---------- | ------- | ---------- | ------- |
| البوشناق/المسلمون | 37,785     | (56,2%) | 19,855     | (33,7%) |
| الصرب             | 27,254     | (40,5%) | 38,579     | (65,5%) |
| الكروات           | 107        | (0,2%)  | 106        | (0,2%)  |
| أخرى              | 2,071      | (3,1%)  | 316        | (0,5%)  |
| المجموع الكلي     | 67,217     | (100%)  | 58,856     | (100%)  |